# 킬리 샌체즈

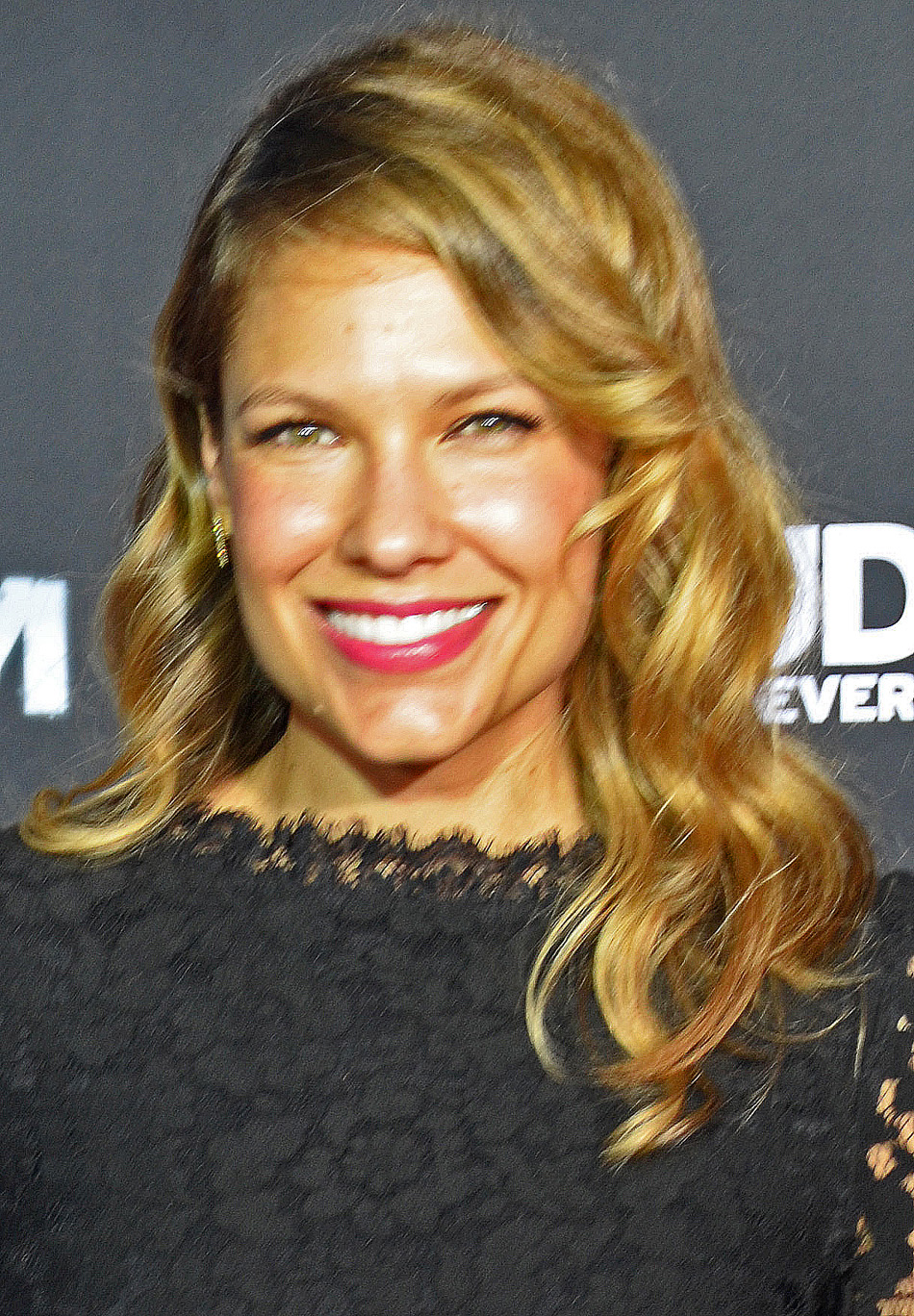

킬리 미셸 샌체즈(Kiele Michelle Sanchez, 1977년 10월 13일 ~ )는 미국의 배우이며, A&E 네트워크의 드라마 글래이즈의 주연을 맡은 배우이다. 그 외에 미국의 방송사 더 WB의 코미디 앙상블 드라마 릴레이티드에서 주연을 맡은 적도 있으며 ABC의 드라마 로스트에 등장한 바도 있다.